# Sardis (Geórgia)
Sardis é uma cidade  localizada no estado americano de Geórgia, no Condado de Burke.

## Demografia
Segundo o censo americano de 2000, a sua população era de 1171 habitantes.
Em 2006, foi estimada uma população de 1194, um aumento de 23 (2.0%).

## Geografia
De acordo com o United States Census Bureau tem uma área de 3,9 km², dos quais 3,9 km² cobertos por terra e 0,0 km² cobertos por água. Sardis localiza-se a aproximadamente 79 m acima do nível do mar.

## Localidades na vizinhança
O diagrama seguinte representa as localidades num raio de 36 km ao redor de Sardis.